# 八重洲
35°40′48″N 139°46′11″E / 35.68000°N 139.76972°E
八重洲（日语：／ Yaesu */?）是日本東京都中央區的町名，同時也是東京站東側（八重洲口側）一帶區域的地名。郵遞區號編為103-0028（八重洲一丁目）、104-0028（八重洲二丁目）。

## 概要
中央區八重洲一丁目、八重洲二丁目位於東京站東側。東京站西側出口（皇居方向）稱「丸之内口」，東側出口（日本橋方向）稱「八重洲口」，站西側一帶通稱「丸之內」，東側一帶通稱「八重洲」。東京站站體、月台等設施全都位在千代田區丸之内一丁目，千代田區丸之内與中央區八重洲的邊界在東京站八重洲口站前的東邊。
八重洲口地區以辦公商區為主，21世紀初開始的再開發事業讓此地轉變為商業重鎮。八重洲有許多企業總部與以「八重洲」命名的企業。「八重洲書城」本店與日本首屈一指的八重洲地下街都位於此地。
現行的八重洲一丁目是舊日本橋區吳服橋，八重洲二丁目是舊京橋區槇町，是中央區中唯一跨舊日本橋區與舊京橋區的町，因此造成八重洲一丁目與八重洲二丁目的郵遞區號不同的情形。此外，八重洲一丁目屬日本橋稅務署，八重洲二丁目屬京橋稅務署。

## 地名由來
八重洲的地名是源自於江戶時代居住此地的荷蘭人Jan Joosten van Loodensteyn的日本名「耶楊子」（やようす），他在江戶時代漂流到日本，後成為德川家康的國際情勢顧問與翻譯。這一帶原稱為，後演變為「八重洲」（やえす）。

## 地理
中央區行政地名的八重洲，西至東京都道405號外濠環狀線（外堀通），東至八重洲仲通，北至日本橋川，南至東京高速道路，南北狹長。
東京都道408號八重洲寶町線（八重洲通）北側為八重洲一丁目，南側為八重洲二丁目。八重洲一丁目屬舊日本橋區、八重洲二丁目屬舊京橋區。
町域西臨千代田區丸之内與同區大手町，東連中央區日本橋與同區京橋，北鄰中央區日本橋本石町，南接中央區銀座。
一般所說的八重洲的範圍，除了行政地名上的「八重洲」，含包括東京站東側一帶的廣大地區。八重洲口站前的GranTokyo、東京香格里拉大酒店等大樓群屬千代田區丸之内一丁目。
現在的「八重洲」位於外堀的外側（東側）。但是，歷史上的「八重洲」是位於外堀内側，現在的千代田區丸之内附近。

## 歷史
原本的「八重洲」大約是現在的丸之内地區，丸之內大廈與三菱大樓之間道路的南側。Jan Joosten的屋敷位於内堀旁。當時的「丸之内」在地理概念上是指江戶城外壕的内側。
明治時代初期，京橋方面無法直接從外壕進入丸之内。1884年（明治17年），吳服橋與鍛冶橋之間的丸之内「八重洲」架設八重洲橋。北町奉行所大約位於現在東京站八重洲口附近。
1914年（大正3年）東京站開業，撤去八重洲橋。日本橋側（現在八重洲側）往東是外壕，因此未設置出口。1925年（大正14年）再次架設八重洲橋，1929年（昭和4年）東京站東側設立賣票處與剪票口。1948年（昭和23年）進行東京站擴張工程，填平後的外壕變成「外堀通」，八重洲橋消失。最初皇居側稱為「八重洲町口」，東側稱為「八重洲橋口」，1929年（昭和4年）東京站周邊地名重新編設，東京站西側八重洲町改稱「丸之内二丁目」，「八重洲町口」改稱「丸之内口」，「八重洲橋口」改稱「八重洲口」。從此之後，東京站西側稱為「丸之内」，東側稱為「八重洲」。
現在的八重洲一丁目屬舊日本橋區吳服町等，1928年（昭和3年）設立吳服橋一丁目至三丁目，1947年（昭和22年）中央區成立時改稱中央區日本橋吳服橋一丁目至三丁目。南側的八重洲二丁目屬舊京橋區，過去為北槇町、南槇町等，1931年（昭和6年）設立槇町一丁目至三丁目，1947年（昭和22年）中央區成立時改稱中央區槇町一丁目至三丁目。日本橋吳服橋一丁目至日本橋吳服町三丁目與と槇町一丁目至槇町三丁目在1954年（昭和29年）編為「八重洲一丁目至八重洲六丁目」。1973年，八重洲一丁目至八重洲三丁目變更為八重洲一丁目（1973年実施）。1978年，八重洲四丁目至八重洲六丁目變更為八重洲二丁目。
太平洋戰爭末期的1945年（昭和20年）6月，美軍的空襲造成東京站八重洲口燒毀。1949年（昭和24年）八重洲口再度因火災燒毀。兩度燒毀促成八重洲口的再開發，1954年（昭和29年）八重洲口建設鐵道會館大樓，八重洲的地標大丸東京店開業。
八重洲口與相鄰的丸之内相比，隨處可見老化大樓，但在再開發方面一直沒有太大進展。後來八重洲地區成為「東京Station Renaissance」（東京ステーションルネッサンス）再開發計畫的一環。2007年11月，鐵道會館南北邊的超高層雙子大廈GranTokyo（所在地為「丸之內」）竣工，鐵道會館大樓拆除。2013年春季，鐵道會館大樓舊址將開發為高架人行步道與站前廣場。鐵道會館大樓的拆除，使得東京灣的海風可吹進丸之内側，預料將可紓解熱島效應。

## 地域
教育
- 中央區立城東小學校（日语：中央区立城東小学校）

所轄之警察署、消防署
- 中央警察署（日语：中央警察署 (東京都)）（所在地：日本橋兜町）
- 日本橋消防署（所在地：日本橋兜町）
- 京橋消防署（所在地：京橋）

企業
- 瑞穗信託銀行本店
- 東京建物本社
- Yanmar東京支社
- 大王製紙東京本社
- 國際興業（日语：国際興業）本社
- 商工組合中央金庫（日语：商工組合中央金庫）本店
- 瑞穗證券八重洲本店營業部（零售部門本部）

設施
- 八重洲地下街

## 圖集

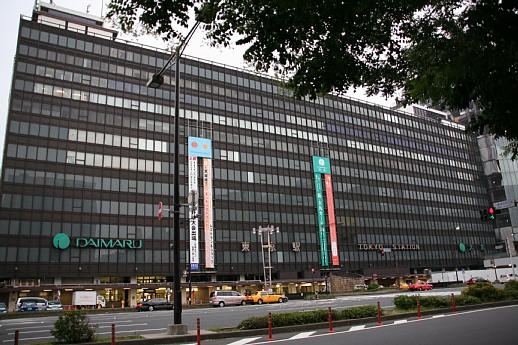
鐵道會館，為東京站八重洲口舊大樓
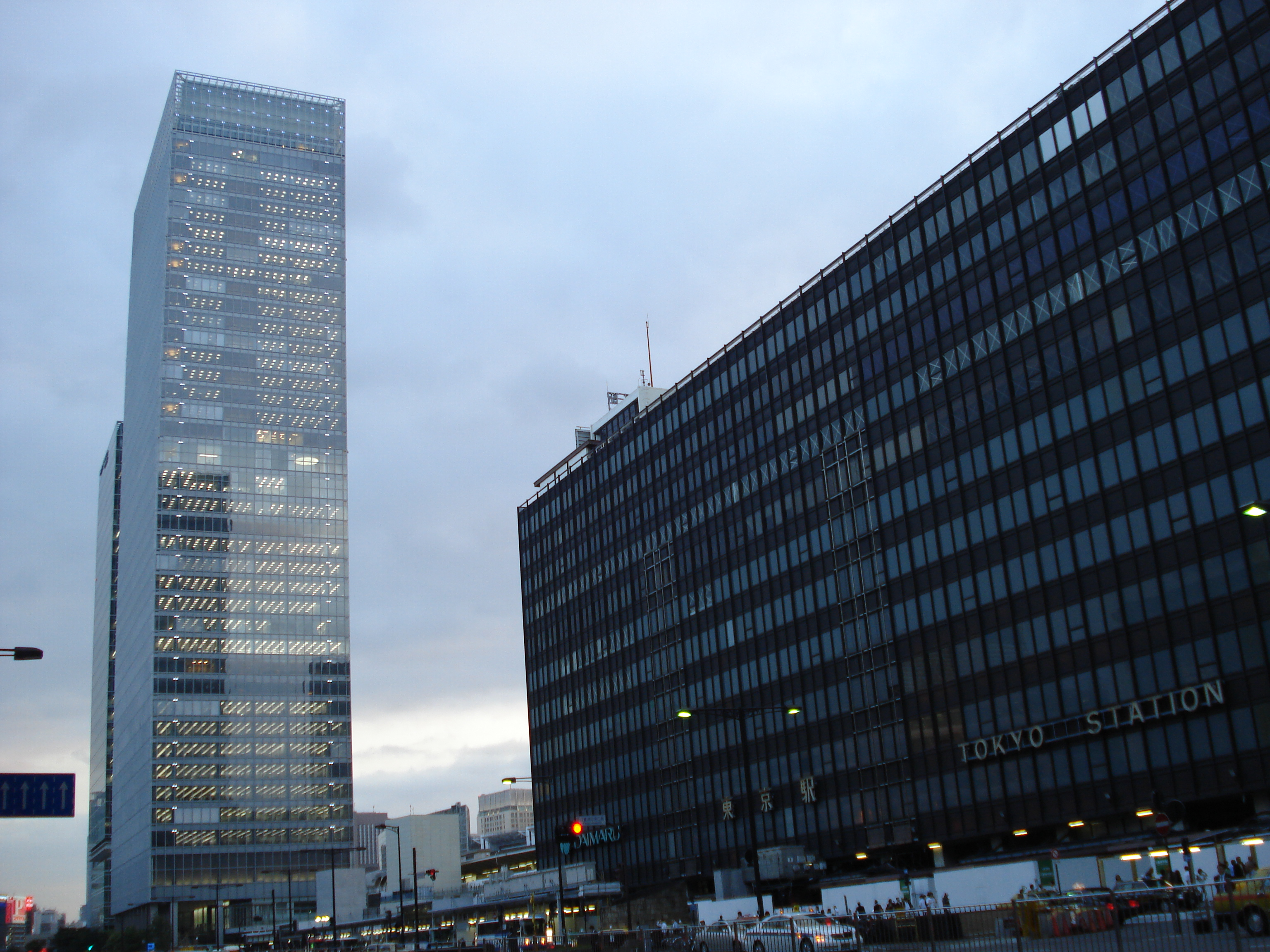
鐵道會館與GranTokyo南塔（2008年）
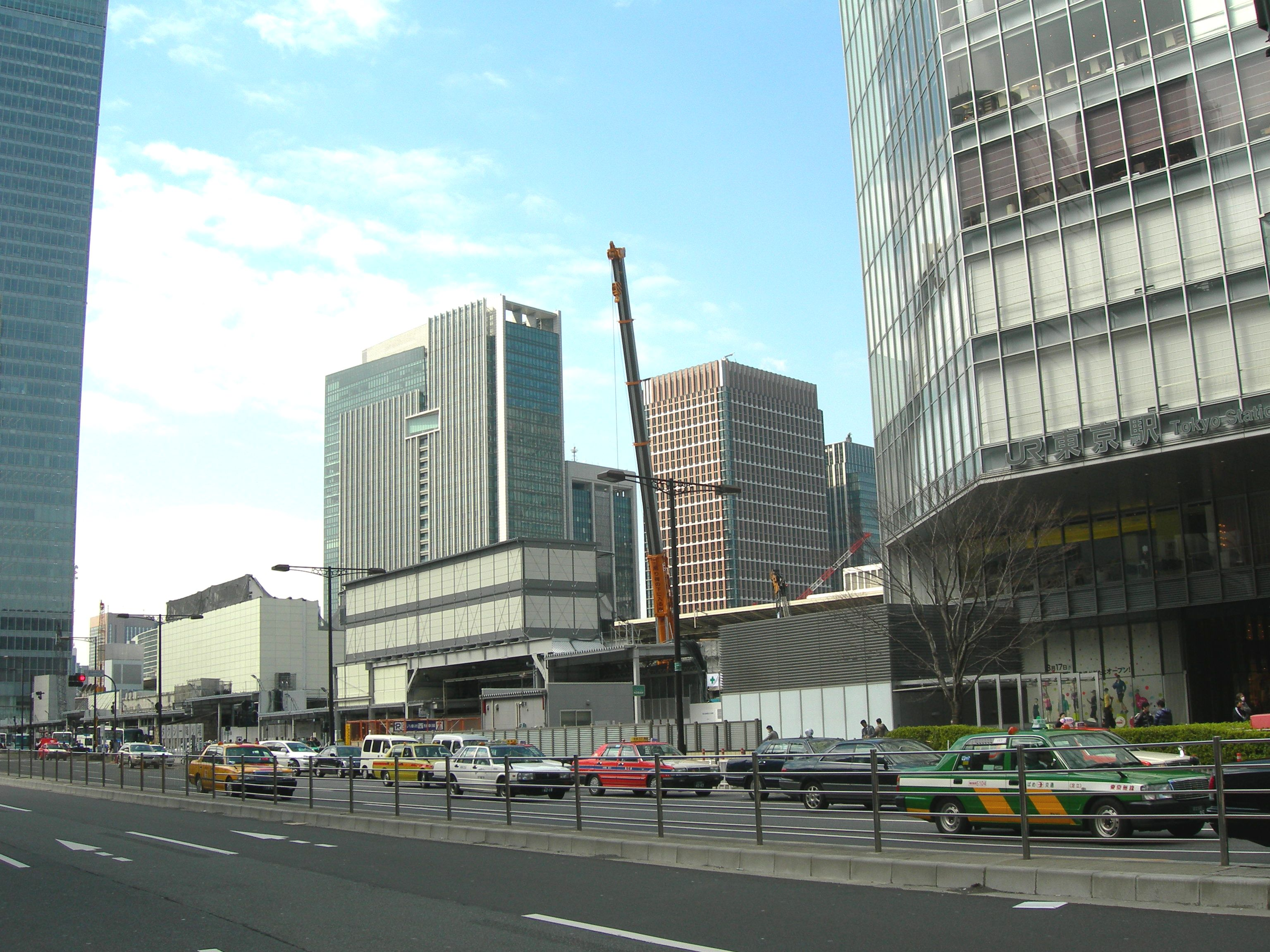
鐵道會館拆除後（2010年）
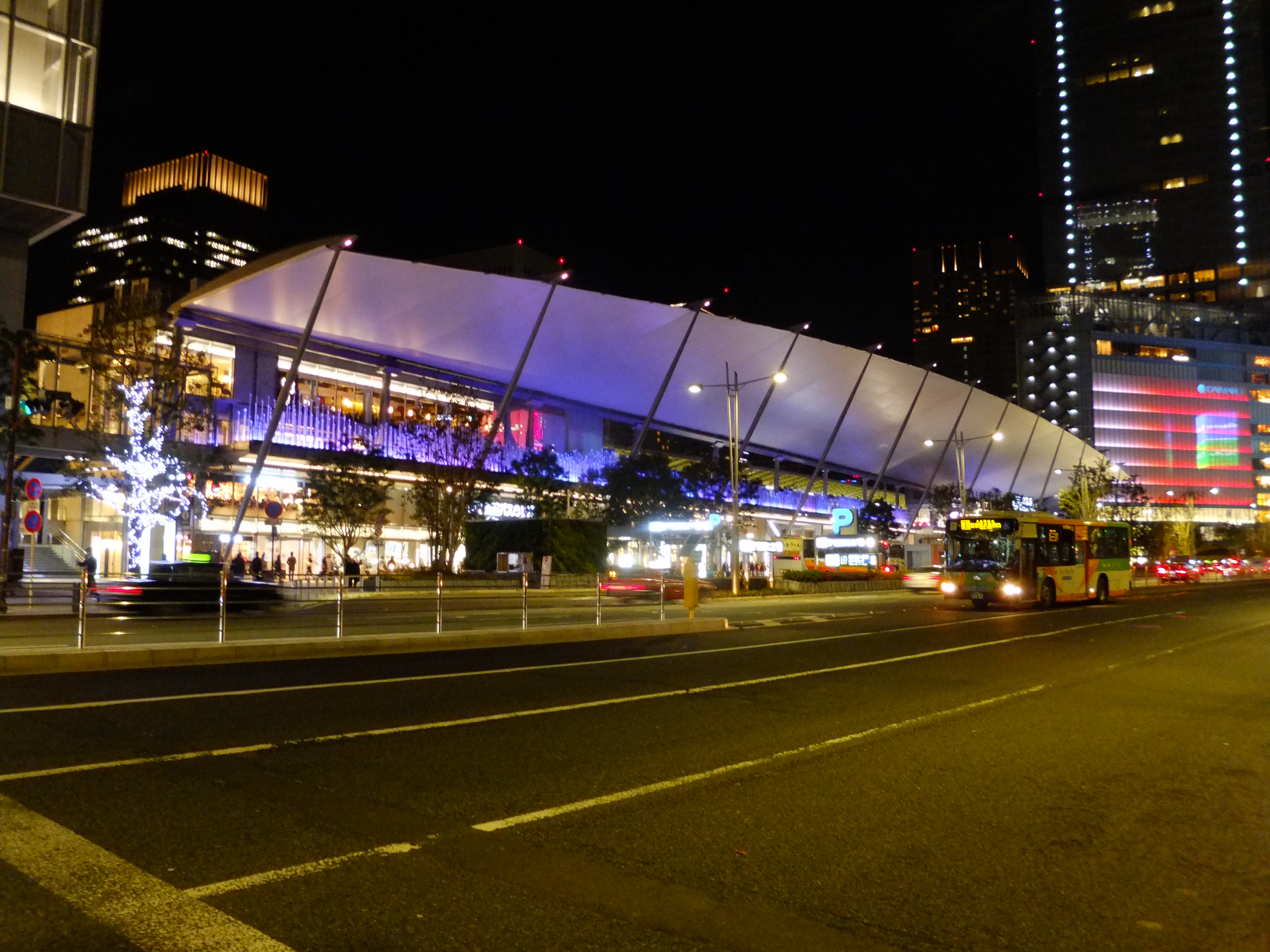
改建後的東京站八重洲口，又稱為「GranRoof」

## 備註
1. ↑  町丁目別世帯数男女別人口　中央区ホームページ  平成25年8月1日現在 的存檔，存档日期2013-03-12.
2. ↑  八重洲一丁目・日本橋地区　中央区ホームページ 的存檔，存档日期2013-03-12.

## 外部連結
- 中央區官方網站
- 八重洲一丁目、日本橋地區 町名的由來 - 中央區官方網站
- 八重洲二丁目、京橋地區 町名的由來 - 中央區官方網站
- 八重洲［日本橋、京橋地區］- 中央區觀光協會
- 八重洲地下街 （页面存档备份，存于）